# براونزفيل (تينيسي)
براونزفيل (بالإنجليزية: Brownsville, Tennessee)‏ هي مدينة تقع بولاية تينيسي في وسط شرق الولايات المتحدة. تبلغ مساحة هذه المدينة 23.6 (كم²)، وترتفع عن سطح البحر 119 م، بلغ عدد سكانها 10292 نسمة في عام 2010 حسب إحصاء مكتب تعداد الولايات المتحدة وتصل الكثافة السكانية فيها 454.9 نسمة/كم2.

## التركيبة السكانية
حدّد مكتب تعداد الولايات المتحدة بيانات التركيبة السكانية لبراونزفيل في تعداد الولايات المتحدة. في ما يلي، التركيبة السكانية حسب تعدادي 2000 و2010.

### تعداد عام 2000
بلغ عدد سكان براونزفيل 10,748 نسمة بحسب تعداد عام 2000، وبلغ عدد الأسر 4,105 أسرة وعدد العائلات 2,865 عائلة مقيمة في المدينة. في حين سجلت الكثافة السكانية 420.8 نسمة لكل كيلومتر مربع (1,089.9/ميل2). وبلغ عدد الوحدات السكنية 4,372 وحدة بمتوسط كثافة قدره 171.2 لكل كيلومتر مربع (443.4/ميل2).
وتوزع التركيب العرقي للمدينة بنسبة 36.52% من البيض و60.72% من الأمريكيين الأفارقة و0.14% من الأمريكيين الأصليين و0.10% من الأمريكيين ذوي الأصول الآسيوية و0.07% من سكان جزر المحيط الهادئ و1.83% من الأعراق الأخرى و0.61% من عرقين مختلطين أو أكثر و3.61% من الهسبانيون أو اللاتينيون من أي عرق.
بلغ عدد الأسر 4,105 أسرة كانت نسبة 41.3% منها لديها أطفال تحت سن الثامنة عشر تعيش معهم، وبلغت نسبة الأزواج القاطنين مع بعضهم البعض 38.8% من أصل المجموع الكلي للأسر، ونسبة 27.3% من الأسر كان لديها معيلات من الإناث دون وجود شريك، بينما كانت نسبة 3.7% من الأسر لديها معيلون من الذكور دون وجود شريكة وكانت نسبة 30.2% من غير العائلات. تألفت نسبة 27% من أصل جميع الأسر من عدة أفراد يعيشون في نفس المنزل ونسبة 11.8% كانت تتألف من شخص يعيش بمفرده يبلغ من العمر 65 عاماً أو أكثر. وبلغ متوسط حجم الأسرة المعيشية 2.58، أما متوسط حجم العائلات فبلغ 3.11.
بلغ العمر الوسطي للسكان 32.7 عاماً. وكانت نسبة 29.5% من القاطنين تحت سن الثامنة عشر، وكانت نسبة 10.4% بين الثامنة عشر والرابعة والعشرين عاماً، ونسبة 27% كانت واقعةً في الفئة العمرية ما بين الخامسة والعشرين والرابعة والأربعين عاماً، ونسبة 19.3% كانت ما بين الخامسة والأربعين والرابعة والستين، ونسبة 12.1% كانت ضمن فئة الخامسة والستين عاماً فما فوق. يوجد لكل 100 أنثى 81.0 ذكر، ويوجد لكل 100 أنثى في الثامنة عشر من عمرها فما فوق 74.2 ذكر.
بلغ متوسط دخل الأسرة في المدينة 27,276 دولارًا، أما متوسط دخل العائلة فبلغ 33,782 دولارًا. وكان متوسط دخل الذكور 30,313 دولارًا مقابل 22,030 دولارًا للإناث. وسجل دخل الفرد الخاص بالمدينة 15,217 دولارًا. وكانت نسبة 18% من العائلات ونسبة 21.3% من السكان تحت خط الفقر، وكان من هؤلاء نسبة 26.4% تحت سن الثامنة عشر ونسبة 27% في الخامسة والستين من العمر وما فوق.

### تعداد عام 2010
بلغ عدد سكان براونزفيل 10,292 نسمة بحسب تعداد عام 2010، وبلغ عدد الأسر 4,129 أسرة وعدد العائلات 2,731 عائلة مقيمة في المدينة. في حين سجلت الكثافة السكانية 403 نسمة لكل كيلومتر مربع (1,043.8/ميل2). وبلغ عدد الوحدات السكنية 4,522 وحدة بمتوسط كثافة قدره 177.1 لكل كيلومتر مربع (458.7/ميل2).
وتوزع التركيب العرقي للمدينة بنسبة 30.86% من البيض و64.65% من الأمريكيين الأفارقة و0.20% من الأمريكيين الأصليين و0.11% من الأمريكيين ذوي الأصول الآسيوية و3.18% من الأعراق الأخرى و1% من عرقين مختلطين أو أكثر و4.67% من الهسبانيون أو اللاتينيون من أي عرق.
بلغ عدد الأسر 4,129 أسرة كانت نسبة 36.7% منها لديها أطفال تحت سن الثامنة عشر تعيش معهم، وبلغت نسبة الأزواج القاطنين مع بعضهم البعض 33% من أصل المجموع الكلي للأسر، ونسبة 28.8% من الأسر كان لديها معيلات من الإناث دون وجود شريك، بينما كانت نسبة 4.4% من الأسر لديها معيلون من الذكور دون وجود شريكة وكانت نسبة 33.9% من غير العائلات. تألفت نسبة 30.3% من أصل جميع الأسر من عدة أفراد يعيشون في نفس المنزل ونسبة 11.8% كانت تتألف من شخص يعيش بمفرده يبلغ من العمر 65 عاماً أو أكثر. وبلغ متوسط حجم الأسرة المعيشية 2.47، أما متوسط حجم العائلات فبلغ 3.07.
بلغ العمر الوسطي للسكان 35.4 عاماً. وكانت نسبة 28% من القاطنين تحت سن الثامنة عشر، وكانت نسبة 9.2% بين الثامنة عشر والرابعة والعشرين عاماً، ونسبة 23.9% كانت واقعةً في الفئة العمرية ما بين الخامسة والعشرين والرابعة والأربعين عاماً، ونسبة 26.3% كانت ما بين الخامسة والأربعين والرابعة والستين، ونسبة 12.6% كانت ضمن فئة الخامسة والستين عاماً فما فوق. وتوزع التركيب الجنسي للسكان بنسبة 44.6% ذكور و55.4% إناث.

## أعلام
- كلاي إيفانز
- كارلوس سينغلتون
- دوايت والر
- ويليام ويست بوند
- جورج موراي
- فيك برادفورد

## وصلات خارجية
- The US50 - Cities and Towns in Tennessee State